# Milan Máčala
Milan Máčala (* 4. Juli 1943 in Biskupice u Luhačovic) ist ein ehemaliger tschechischer Fußballspieler und -trainer. Er trainierte von 1990 bis 1993 die tschechoslowakische Fußballnationalmannschaft, anschließend arbeitete er erfolgreich auf der Arabischen Halbinsel.

## Spieler
Milan Máčala spielte in den 1960er bis 1970er Jahren für die tschechischen Vereine TJ Gottwaldov, Škoda Pilsen, TJ Vítkovice und Sigma Olmütz zumeist in der zweiten tschechoslowakischen Liga.

## Trainer
Máčalas erste Trainerstation war der damalige Zweitligist Sigma Olmütz in der Spielzeit 1980/81. Am 1. Januar 1982 übernahm er Slavia Prag, wo er bis 1984 blieb, ohne nennenswerte Erfolge erzielen zu können. Anschließend ging Máčala nach Zypern und betreute eine Mannschaft in Larnaka. 1986 kehrte er in die Tschechoslowakei zurück und übernahm Baník Ostrava, das er nacheinander zu einem fünften, vierten und zwei zweiten Plätzen führte. 1989 und 1990 wurde er zum Trainer des Jahres in der Tschechoslowakei gewählt.
Im August 1990 übernahm Milan Máčala die tschechoslowakische Fußballnationalmannschaft, die er in 24 Spielen bis März 1993 führte. Die Qualifikation zur Endrunde der Europameisterschaft 1992 verpasste er, die Mannschaft wurde in ihrer Gruppe nur Zweiter hinter Frankreich. Nach einem 1:1 am 24. März 1993 gegen Zypern in der Qualifikation zur Weltmeisterschaft 1994 wurde Máčala entlassen.
Im Anschluss wechselte Máčala zum Kazma SC nach Kuwait. Dort konnte er 1995 und 1996 die nationale Meisterschaft gewinnen. Zudem gewann er 1996 auch den Golfpokal für Vereinsmannschaften. 1994 hatte Máčala zusätzlich die kuwaitische Fußballnationalmannschaft übernommen, die er 1996 zu einem vierten Platz bei der Asienmeisterschaft brachte. 1996 gewann er mit Kuwait auch den Golfpokal. 1997 trainierte er kurzzeitig die Nationalmannschaft der Vereinigten Arabischen Emirate, ehe er 1998 erneut die Mannschaft Kuwaits übernahm und erneut den Golfpokal gewann.
Zwischen 1999 und 2000 war Máčala Trainer der saudi-arabischen Nationalmannschaft, zudem arbeitete er von 1999 bis 2001 auch als Trainer der saudi-arabischen Mannschaft al-Nasr FC. 2001 übernahm er die Omanische Nationalmannschaft. Er führte sie zum ersten Mal in ihrer Geschichte zur Asienmeisterschaft, 2004 bis in das Endspiel des Golfpokals. Im Januar 2005 wurde Trainer bei Al Ain Club in den Vereinigten Arabischen Emiraten und gewann den VAE President Cup. In der AFC Champions League 2005 verlor Al Ain Club erst im Finale gegen Al-Ittihad.
Anfang 2006 kehrte er zur Omanischen Nationalmannschaft zurück, die er bis in das Endspiel um den Golfpokal 2007 führte. Die 0:1-Niederlage gegen die Vereinigten Arabischen Emirate kostete ihn allerdings ein weiteres Engagement in Oman. Am 27. Februar 2007 gab der Omanische Fußballverband die Trennung von Milan Máčala bekannt.